# 高校教師 (1993年のテレビドラマ)
『高校教師』（こうこうきょうし）は、1993年1月8日から3月19日まで放送された日本のテレビドラマ。脚本は野島伸司。主演は真田広之と桜井幸子。TBS系列「金曜ドラマ」枠で、毎週金曜22:00 - 22:54に放送された。
同1993年に東宝系で映画版が公開され、2003年には同名タイトルの続編が制作・放映された。本項ではこのうち、1993年のテレビドラマと映画版について述べる。2003年の続編については『高校教師 (2003年のテレビドラマ)』を参照。
なお、1974年に東京12チャンネル（現・テレビ東京）で放映された加山雄三主演のテレビドラマ『高校教師』とは無関係である。

## 概要
教師と生徒の恋愛・同性愛・強姦・近親相姦・自殺など、当時すでに問題となっていた「社会的タブー」を真正面から扱った作品として大きな反響を呼んだ。「登場人物らの背景に何があるのか」「最終回の結末はどうなったのか」など、サスペンスの要素を織り込んだことも反響に拍車をかけた。
本作と同じく野島伸司脚本のTBS金曜ドラマ（22時台）枠で放送された、1994年の『人間・失格〜たとえばぼくが死んだら』、1995年の『未成年』と合わせて、一般的に「TBS野島三部作」と呼ばれる。
高校のロケ地は日本基督教短期大学で、一部シーンでは宗教団体の施設を利用している。また、最終回の舞台となったJR信越本線の青海川駅（野島伸司の出身地の新潟県柏崎市にある）では、ロケ地巡礼に訪れる視聴者が増加した。
1993年5月には6枚組レーザーディスクが、放送終了から8年半後の2001年9月19日には、全話＋特典映像などが収録されたDVD-BOXが販売された（ポニーキャニオン・PCBX-50260）。2019年3月20日には、BD-BOXが発売された。

## 企画制作
作品テーマ
プロデューサーの伊藤一尋によると、本作は元々「アンチ・トレンディドラマ」として企画され、脚本には伊藤と無名時代から親しい野島伸司が担当することが決まった。ヒットメーカーである野島から連絡があり、「高校教師に恋をする女子高生の話が書きたい」と言われてスタートした。
しかしその後、「近親相姦」などをテーマとした作品が提案されたが、当初伊藤らは嫌悪感を抱いていた。しかし、野島の「ギリシャ神話のような作品を作りたい」という言葉に感銘を受けて、このテーマを題材に制作が始まった。
なお本作は、繊細で透明感のある作品づくりを目指したことから直接的な性的描写を抑えている。このため、真田広之演じる主人公の教師・羽村隆夫と婚約者の三沢千秋、羽村と彼を慕う教育実習生・田辺里佳との大人同士を除いてキスシーンがなく、性的なシーンも含めて、全てそれを連想させるだけにとどめた演出になっている。
伊藤によると当時の金ドラ枠は、以前からとりわけ良質な作品を扱っていたため、作り手の聖地だった。このことからTBSの上層部も、本作の制作前に脚本を読むと内容に納得して誰も反対しなかった。
脚本・演出
テレビドラマとしては珍しく、ドラマ撮影前にシナリオが全て完成していた。これにより出演者たちは、登場人物の運命や世界観などを完全に理解して演技することができたことに加え、きめ細かな裏設定を実現することができ、それらの伏線を演技や演出によって表現できたという。
京本政樹によると、本作の脚本について「ただのドラマの台本ではなく、一つの読み物として完成度が高い」と評している。「次回はどういう展開になるのか」と、毎回各話の台本が送られてくるのが楽しみで仕方なかったという。
野島作品の中では、この作品のシナリオだけが唯一、ラストの展開の手直しが行われた。
俳優
先述の通り社会的タブーを色々と扱うため、まず苦労したのが配役だった。ヒロインの二宮繭役には当初、当時人気であった観月ありさを予定したが台本に賛同を得られなかった。一方羽村隆夫役としては最初山下真司にオファーしていたが、その役柄からかつて自身が演じた『スクール☆ウォーズ』の主人公・滝沢賢治のイメージが崩れるとして断られたという。そして当時、あまりテレビに露出しておらず映画メインだった真田を主人公に起用し、同じくテレビ露出が少なく透明感や神秘性を感じる桜井幸子を抜擢した。
ノーマルな性格の羽村に対して、危険な部分を持つ藤村知樹役として京本が選ばれた。伊藤によると、藤村は憎まれ役だが、野島は当初から「この役は深い役なんだ。藤村には『愛は永遠だ』という価値観がある」と言っていた。
相沢直子を強姦する教師・藤村の役を演じた京本は、それまでは「必殺仕事人V」など時代劇俳優としてのイメージが強かったが、本作で狂気じみた役どころを演じてイメージを一変させた。また、本作の出演からしばらくの間、京本は周りから「あの役嫌じゃなかった？」とよく尋ねられた。しかし本人は、それまで『必殺シリーズ』で人を殺めるなどの犯罪シーンを演じていたため、藤村役にも抵抗はなかった。
ヒロインの親友・相沢直子は、教師にレイプされる役柄ということから、当初依頼していた何人かの女優に出演拒否され、最終的に持田真樹が担当することになった。
撮影時のエピソード
相沢直子役の持田は当時17歳で実際に女子高生で、女優としても駆け出しだったため、第2話で藤村に襲われるシーンの撮影を前に緊張していた。そこで京本は持田に「撮影では本気で押し倒すから君も芝居と思わず本気で逃げて」と助言し、本番で彼女は全力で抵抗したため迫真のシーンとなった。
第9話で直子の目の前で藤村がナイフの刃先を素手で握るシーンでは、血糊を入れた避妊具を手のひらに貼り付け、それをナイフで刺して血糊を出している。この仕掛けは、京本のアイディア。また、このシーンの直後に藤村が新庄に殴られるシーンでは、撮影前に真田と3人でアクションの構図を考えて予習した。しかし本番になると赤井は気持ちを込めて演じたことで予定と違う動きになってしまい、数発のパンチが実際に京本の顔に当たり、撮影後に両顎が腫れたという。
終盤で、繭の父親が自宅で焼身自殺するシーンでは、演出の吉田健の「迫力を出そう」との考えにより、実際に家を燃やすことになった。その撮影で吉田は中々カットを出さず、繭の父親役の峰岸徹も役者魂でベッドに横たわったままじっと動かなかった。このため火の手が回って危うく大惨事になりかけたが、スタント担当が「何やってる、本当に焼け死ぬぞ！カットだ！！」と慌てて叫んだことで事なきを得た。
その他のエピソード
第1話冒頭で、繭が羽村に「あたしが全部守ってあげるよ、守ってあげる！」と告げる印象的なシーンで、視聴者の心を鷲掴みにした。また、繭の父親役を演じた峰岸の近親相姦も辞さない演技も話題となった。
伊藤によると、作品の内容は暗く重いものだったが、撮影現場の雰囲気自体はすごく明るかった。第3話か4話の放送後、話題作りを兼ねて何人かの出演者やスタッフたちで野球をやり、ユニフォームまで作ったほどだった。
主題歌
主題歌には、1970年代を中心に活動した女性シンガーソングライター・森田童子の曲「ぼくたちの失敗」が使用された。この頃の一般的なドラマでは、現役の有名アーティストに描き下ろしてもらうのが主流だった。当時森田は一部から人気を得ながらも引退状態で知名度も高くなかったが、野島と伊藤が彼女のファンだったことから主題歌への起用が決まった。ちなみに本作の撮影開始前の懇談会で、真田はギターの弾き語りで「ぼくたちの失敗」を披露した。
「ぼくたちの失敗」は本作の人気と共に話題を呼んでリバイバルヒットとなった。また、森田が再度注目されるきっかけとなり、廃盤となっていたアルバムがCD再発され、ベストアルバムも発売された。このヒットを契機に、過去の隠れた名曲を取り上げる作品が増えるなど、主題歌的にもメディアに大きな影響を与えた（#主題歌・挿入歌なども参照）。

## 登場人物

### 主人公とヒロイン
羽村 隆夫〈32〉
演 - 真田広之
主人公。出生地と実家は新潟県。家族構成は両親と兄。父親は病弱で肝臓病を患っている。もともとは大学の研究室で三沢教授の助手をしていたが、三沢教授の娘の千秋と婚約直後、教授の紹介で日向女子高校へ理科の講師（科目は生物）として赴任。下北沢のアパートで一人暮らし。
年度末である3月で契約を終え、研究室に戻るつもりでいたが、千秋の本心を知って破談になった直後、実は教授から疎まれており、千秋との縁談は論文を盗作したことへの口封じであったことと、結婚しても研究室へは復帰できなかったことが露見する。
運動は苦手だが、一時期はバスケットボール部の顧問を担当する。時に孤独な一面を持ち、繊細で温厚で人当たりはいいがお人好し、そして良識的な性格だが、二宮繭との出会いで変化していく。また、千秋からは「話が退屈で基本的につまらない人」、田辺からは「知性があって繊細で少し幼児性を残している所も魅力的」と評される。その一方で自分の都合が悪くなると意見すら言えないほど沈黙を決め込んだり、時には奇声を発して暴れたりするなど、精神的に幼い一面もある。
終盤では新東京国際空港で耕介をノミで刺した。そして実家のある新潟へ繭とともに逃亡する。
二宮 繭〈17〉
演 - 桜井幸子
高校二年生のヒロイン。一見、明るく自由奔放な性格だが、陰のある少女。2年B組出席番号22。昭和50年生まれで星座は蟹座。血液型はO型。ブルボンのエリーゼが好物。自宅は浜田山駅近辺。
定期券の期限切れで駅員に注意されていた時に羽村に助けられる。初対面時から羽村に好意を寄せ始めて付きまとうようになる。普段は控えめながら芯の強い性格だが、好意を寄せる羽村絡みのことになると、突発的な行動も見られる。また羽村や直子など親しい人の前では笑顔でよく喋るが、それ以外の人の前では無愛想なことが多い。嫌われたりいじめられたりしている様子は見られないが、相沢直子以外に友人はおらず、クラスでは半ば孤立している。
父子家庭で父親と2人暮らし。父親に干渉されることを嫌ってはいるが、父の製作活動時は作業中に出たゴミを拾ったり道具の準備などを手伝う。母親を15歳の時に心臓病で亡くしており、存命していた頃は憎悪を向けられていた。母親が亡くなる数年前から、父親からの倒錯的な溺愛に悩む。運動神経は抜群で持久走では先頭に立つほどであるが、一方で「家庭科は得意」というものの、裁縫に関しては指を絆創膏だらけにしてしまうほどであり、器用とはいえない。作中では、時々自身と羽村を猫のキャラに見立てたイラストを描いている。
終盤で父親と海外に引っ越そうとするが、空港に現れた羽村が父親を刺し、重傷を負った父親の希望で自宅へ戻ることになる。

### 日向女子高等学校

#### 教職員
新庄 徹〈33〉
演 - 赤井英和
羽村の同僚で、担当は保健体育。剣道部の顧問をしている。離婚歴があり、元妻との間の1人息子である貴広とアパートで2人暮らしをしている。関西出身のためか、常に関西弁で話す。ラーメンが好物で外食ではラーメン屋に足を運ぶことが度々あり、学校での昼食はカップ麺を摂っている。好きなカップ麺は日清ラ王。甘いものは苦手。
生徒に息子を負傷させられた過去を持ち、そのトラウマから口より先に手が出る暴力教師として生徒たちから恐れられている。女子生徒に絡んでいた男に鉄拳制裁で締め上げるほど腕っぷしも強いが、それゆえに体罰が原因で懲戒免職された過去を持っており、教員免許を剥奪されかねない状況にある。生徒や教師に対しても同様で、パーマをかけていた生徒に対しては強引に洗髪までさせて是正を指導したり、羽村が繭と無断外泊した時には教師として軽率な行動をしたことで殴ったこともあるが、根は情に厚く、思いやりのある心優しい性格。
息子・貴広に対しても深い愛情を注ぎ、羽村をはじめ、藤村に強姦されて心を閉ざしていた直子のことも気にかけ、良き理解者として接する心の支えともいえる存在である。ただし、時々直子からからかわれたりするなど、どこか憎めない一面もある。
離婚した妻は大手証券会社の部長と再婚しており、前妻との間で貴広の親権を争っていたが、敗訴し貴広は妻の元に引き取られる。その後、藤村に暴行を加え、謹慎処分となるが結局は辞職。建設会社に転職し、現場作業員に転身した。
藤村 知樹〈32〉
演 - 京本政樹
羽村の同僚で、担当教科は英語。テニス部の顧問を務め、端整なルックスから生徒たちのアイドル的存在である。皮肉屋ながら優れた教育論を掲げ、羽村の良き理解者として振る舞っているが、裏では生徒数名を強姦し、それをビデオに撮影するという異常性を持つ。被害者の1人である直子に対してはビデオテープをネタに交際を強要し、妊娠にも追い込むが、中絶されたことから執拗な脅迫を行う。
その後、直子が繭にそのマスターテープを奪うことを依頼。繭は藤村のロッカーから奪ったマスターテープを新庄の机に置き、それを手にした新庄が羽村とともにそのビデオを見たことで悪事が露見する。翌日、ロッカーを破壊したのは直子と思い込み彼女を暴行。この一件で激昂した新庄から暴行を受け、全治1ヶ月の重傷を負う。
その後も、あくまで歪んだ己の信念を正当化する言動を繰り返していたが、最後は直子のしたたかな意志と訴えに敗北する格好となり、新庄への刑事告訴を取り下げる。劇中では最後まで直子をはじめ生徒たちとの関係が公になることはなかったが、後に改心し、2003年の続編にも登場している。
坂入主任
演 - 金田明夫
学年主任。担当教科は国語。厳格な教育者を装いながら根は俗物的であり、教育実習生との歓迎会ではセクハラじみた言動で羽目を外す。藤村からは陰で“教頭の腰巾着”呼ばわりされている。娘がおり、バレンタインデーでは手ぶらで帰宅すると格好がつかないため、生徒に人気の藤村からチョコレートをおすそ分けしてもらっている。
教頭
演 - 小宮健吾
作中では校長はたまにしか登場しないため、実質高校を仕切る立場となっている。典型的な自己保身主義者。生徒たちの醜聞がPTAや教育委員会に知れ渡ったり、高校や自身の評価が下がることを最も恐れている。日向女子高の風紀が乱れないよう校則で生徒たちを縛り、規律正しく学校生活を送るよう目を光らせる。
宮原 志乃
演 - 山下容莉枝
羽村の同僚で、繭の担任。赴任直後の羽村に、女子校の男性教師であることから生徒との接し方に気をつけるよう助言する。独身ということもあり、赴任当初は羽村に若干の興味を抱いていたが、羽村が異性トラブルなどを持ち込んだことから、次第に軽蔑するようになる。普段はキビキビとした物腰だが、いい大人なのに生徒の没収品である避妊具を見ても清純さをアピールするためにカマトトぶることがある。
田辺 里佳
演 - 若林志穂
物語中盤に登場する教育実習生。教科指導教師となった羽村に恋愛感情を抱き、繭に宣戦布告する。羽村に異性として積極的にアピールしたり、繭を恋のライバルとして「羽村先生は世代が違うあなたに、生物学の観点から“今の女子高生はどういうことを考えているのか”という研究対照的に興味を持っただけ」などと挑発する。しかし、その後羽村と繭のお互いを思い合う強さに負けを認めて去っていく。

#### 生徒
相沢 直子〈17〉
演 - 持田真樹
繭の同級生で親友。ポニーテールが特徴的。繭からは“なお”と呼ばれている。母子家庭でスナックを経営する母親と二人暮らし。元々は藤村のファンだったが、藤村から強姦され、3日間の休校に追い込まれる。藤村から強姦の様子を撮影したビデオテープをネタに関係を強要され、一人で悩みを抱え始める。しかし新庄との接触で次第に自信を取り戻すとともに慕うようになり、時には新庄の自宅に足を運ぶこともあり、息子である貴広の母親代わり的な存在にもなっている。運動は苦手な方であるが廃部寸前だった新庄が顧問を務める剣道部に入部。不満を漏らしつつも回を追うごとに上達していく。
その後妊娠し、新庄に泣きついて中絶するが、藤村の根本は変わらず、執拗な脅迫を受け、ロッカー破壊の濡れ衣で暴行を受ける。しかし新庄が藤村に暴行し、入院に追い込んだことで事なきを得るが、新庄が辞職したことで剣道の夢は絶たれてしまう。底抜けに明るい裏表のない無邪気な性格で時には下ネタを口にすることもあるが、振られることに対しては快く思っていない。一方、繭と新庄父子以外には心を開かない一面もある。
佐伯 麻美〈18〉
演 - 中村栄美子
都内でも指折りの伝統校である日向女子高のバスケットボール部のキャプテン。マッシュルームカットが特徴的。ボーイッシュな印象から下級生からの人気は高いが、本性は陰湿でわがまま。男嫌いでバスケットボール部の顧問になった羽村のことが気に入らず、腕立て伏せを強要したり、下級生に指示して倉庫に閉じ込めたりするなどの嫌がらせをする。繭に対しては同性愛的な好意を抱くが、「汚い女」と吐き捨てられ、羽村を罠にはめようとして強姦されたことを狂言し、授業放棄に追い込むが、失敗に終わる。そして羽村に塩酸をかけようとするがかばった繭にかかってしまい、火傷を負わせてしまう。このせいで学校に居づらくなるが中退はせず、卒業まで残り2ヶ月という時期にも関わらず親の転勤を理由にわざわざ神戸の高校に転校した。
女子生徒
演 - 加藤貴子
3年生の生徒で、少々柄が悪め。羽村に近づく繭が面白くなく、教室に乗り込んで罵倒するが、返り討ちに遭ってしまう。（第1話）

### 生徒の家族
二宮 耕介〈48〉
演 - 峰岸徹
繭の父親で著名な彫刻家。第3話でデビュー30周年を迎えている。杉並区で繭と2人暮らし。主に裸婦像を制作しており、芸術家として優れた才能を持ち、高く評価されている。ただし自身の健康面には無頓着で、病魔に冒され余命幾許もない状態。
表向きは穏やかな性格で、直子からは「ダンディで渋い」と評されている。しかし実際には偏執狂的な一面を持ち、2年前に妻を亡くして以来、娘にすがり束縛しようとする。また、自分の意に沿わないことがあると突然激昂したり、自分から繭の心が離れそうになると弱々しい父を演じるなど感情にかなり波がある。同時に作中には娘との近親相姦の関係にあることを匂わせるような描写もある。羽村に対しては敵視していたが、その後羽村にノミで刺されてしまい、自宅を放火して焼死する。
相沢 純子
演 -
直子の母親。母子家庭で女手一つで直子を育てている。自宅の1階でスナック「純」を経営している。自分1人で切り盛りしており、忙しくなると直子に手伝わせようとする。

### 教職員の家族
新庄 貴広
演 - 森田洸輔
新庄の息子で小学生。新庄の昔の生徒から怪我をさせられたことで、右足に障害を負っており、松葉杖をついて移動している。赴任から程なくして自宅にやって来た羽村や、その後同じくやって来た直子に懐くようになる。離婚した母親が起こした親権の調停によって、父親と離れて暮らすことになるが、義父の海外転勤についていくことを拒否し、自力で戻って来る。
羽村 和人
演 - 三浦浩一
羽村の兄。第5話で登場。東京で開かれる農協の会合に出席するため、羽村の自宅アパートで一泊する。病弱な父親に代わって田舎で農業を営んでいる。過去に羽村のために大学の授業料なども面倒をみており、大学院時代まで仕送りをしていた。話し言葉は新潟弁。元々自分のやりたい夢を持っていたようだが、それを諦めて農業を継ぎ親が決めた女性と結婚した。自らの境遇と弟とのギャップにコンプレックスを抱いていたが、羽村と喧嘩の末に和解する。

### 昭和理科大学
三沢 祐蔵
演 - 小坂一也
昭和理科大学の高名な大学教授で、羽村の上司。娘との縁談・日向女子高校での教職を勧めたが、それは羽村の論文を盗作したことの口封じ、研究室からの追放の為であった。愛というものについて、「生物学の進化の過程において、愛はなんの意味も持たない概念である」との考えを持つ。冷淡な性格で、娘や妻に対して愛情など抱いていないと公言。わがままに育ってしまった娘に手を焼いている。
樋口 尚樹〈32〉
演 - 黒田アーサー
羽村とは研究室の同僚。基本的に軟派な性格であるが、羽村の存在を知りながら千秋と付き合ったり、冷淡な言動を取ることもある。千秋とは一昨年のクリスマス頃から、羽村に隠れて付き合い出した。

### その他
三沢 千秋〈24〉
演 - 渡辺典子
三沢教授の娘で、保育園で保育士をしている。父の薦めで「つまらない男だが結婚相手にはいいだろう」との理由により、羽村と婚約する。しかし樋口と浮気。現場を目撃した繭を呼び出し、弁解した直後にエスカレーターから突き落とされる。のちに婚約破棄となる。父親に認められたいという思いもある様子。
明るい性格だが、打算的な一面も見られる。羽村からは「明るくてハキハキしていて子供好きで、大学教授のお嬢さんなのに澄ました所もない」と評されている。しかしそれは表向きの顔で、実際には羽村から時々される動物の話には全く関心を示さず、いつも退屈そうに聞いている。恋愛についてドライな考え方の持ち主で、「愛は一時的な現象で遅かれ早かれいずれ冷めるもの」と認識している。

### ゲスト

#### 第1話
駅員
演 - 松尾スズキ
繭の通学定期券の期限が切れていたことを注意し、生徒手帳を見せるように言うが、繭が忘れてきたため学校へ連絡しようとしたところを、羽村によって止められる。
美術モデル
演 - 朝岡実嶺
耕介のアトリエに来ている美術モデル。実は妊娠しており、契約違反であることを知りながら耕介の彫刻のモデルをしていた。耕介に妊娠していることがバレてしまい、首になる。

#### 第6話
家庭教師
演 - 長岡尚彦
メガネを掛けた青年で、繭が停学されていた時に登場し、耕介の指示で繭に必要以上の束縛を加えるが、コンパスを机の引き出しから取り出そうとした時に繭に引き出しを閉められて手を挟まれ、返り討ちに遭う。

#### 第7話
玉田 亜弓
演 - 広田玲央名（現：広田レオナ）
繭が男に襲われそうになったところを助けた女性。好きな男性と一緒に田舎から上京してきて以前は一般的なOLをやっていたが、憧れていた東京での生活にギャップを抱き水商売をするようになったという。誕生日を彼氏に伝えていたが来なかったため、繭と2人でささやかな誕生日を祝ったのち、浴室で自殺してしまう。

#### 第11話
アナウンサー
演 - 鈴木史朗
二宮親子の家が火災となり、繭が行方不明になったことから、警察が捜査していることをニュース番組で報じる。

## エンディングの解釈

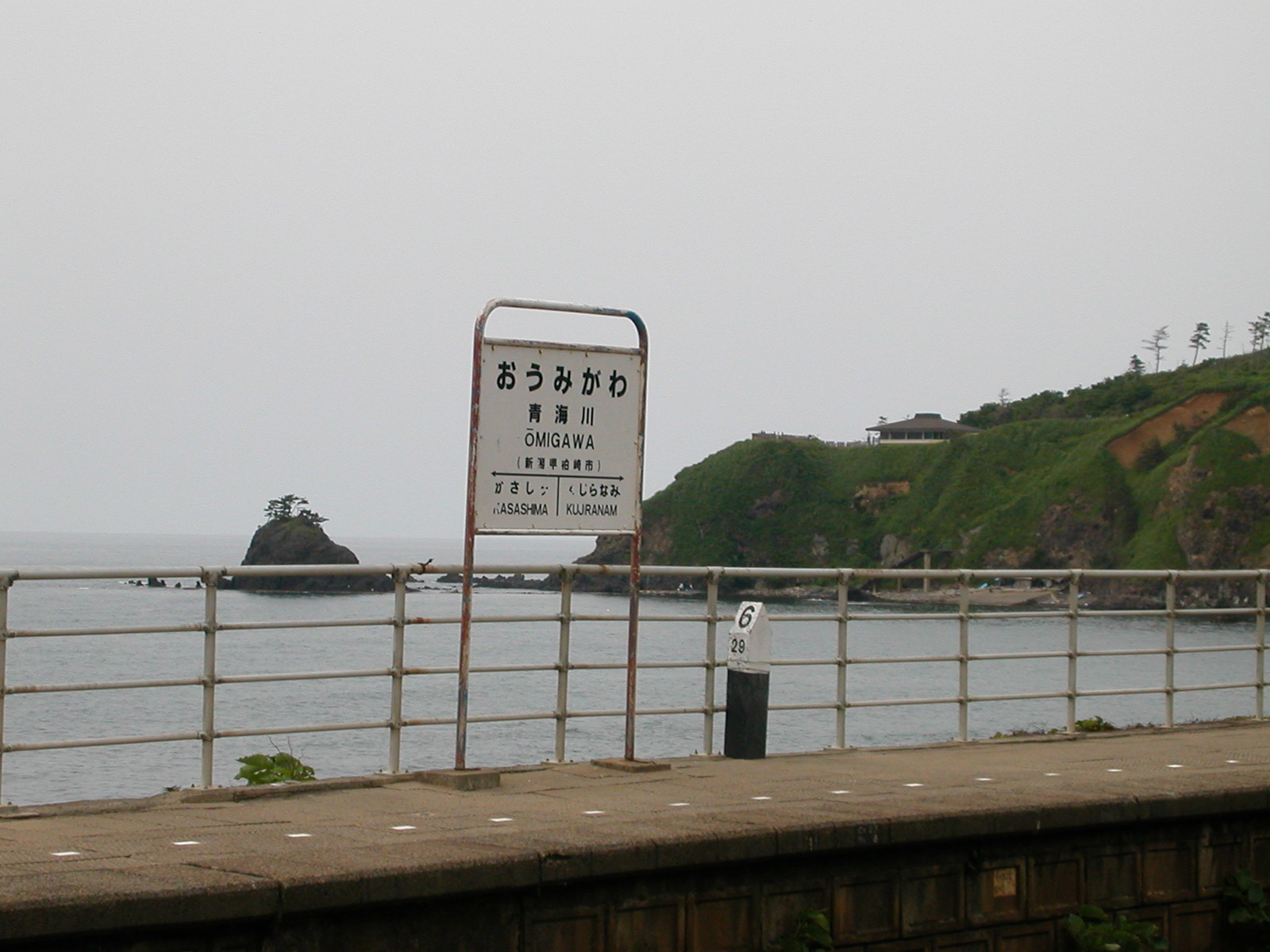
青海川駅

作中、羽村によるモノローグが「過去形」になっていることから、過去の出来事を振り返っていることがうかがえる。しかし、最終話におけるラストシーンのモノローグでのみ「僕は今…」と「現在形」で語りはじめる。
最終話のラストシーンについては、当時から謎とされて視聴者により議論がなされ、下記のようにさまざまな解釈がなされている。
- 心中説 （2人とも死亡。最も一般的な解釈とされる）
- 自殺説 （羽村のみ死亡し、走馬灯を見ている）
- 居眠り説 （駆け落ちor心中しに行く途中）
- 羽村の夢・空想説
- 繭の幻影・亡霊説（羽村は生きており、繭は死亡している?）

羽村の夢・空想説、繭の幻影・亡霊説については、繭が知っているはずも間に合うはずもない羽村の乗る電車に、突如として繭が現れることが理由とされる。
また心中説については、当日繭が起きたのは朝刊が届くころの時間だったのに対し、特急電車が駅を出るのは正午ごろだったため、電車には間に合ったものの、ラストシーンで小指に赤い糸を付けた繭の手が死んだようにぶら下がること、車掌が二人に声をかけても起きなかったことから、青海川駅から乗った普通列車の車内で心中したという可能性が理由である。
このシーンの台本で野島が書いたト書きでは、「永遠の昼寝をしているような二人」としか書かれておらず、最終話のサブタイトルは「永遠の眠りの中で」である。このことからも、二人は死亡したとみられるが、どのようにして命を絶ったのかについても不明であるため、謎の残るラストとなっている。このため最終回終了直後から「羽村と繭の生死」について視聴者からの問い合わせが、TBSの視聴者センターでは対応しきれないほど殺到した。
2003年の続編では、最終回で藤村の口から、羽村と繭と思われる二人のことが語られるが、名前は明かされない上に、二人が最終的にどうなったのかも明確には語られていない。
羽村役の真田広之は、放送終了後に出演したトーク番組で続編のオファーがあったことを紹介した際に「死んだはずの人間が生きていたという話はおかしい。見てくれた人にも失礼」という趣旨の説明をしてオファーを断ったことを明かしており、演じた真田自身も「羽村は死亡した」と解釈している。
なお野島伸司は、以下のようなコメントをしている。
| 「                                                  | 見る人の判断にゆだねたい。死んだか生きているかは、その人の想いに任せます。ただひとつ言えることは、ラストシーン（列車のシートで二人が寄り添う）はハッピーエンドであったということ。二人の生死の決定はもはや作家の圏外で、視聴者が決めればいいと思っている。 | 」 |
| —1993年の映画用グッズ「高校教師手帳」のコメントより | |    |

なお、これに酷似した演出のエンディングとして、1998年の中山美穂と木村拓哉が主演のテレビドラマ「眠れる森」が挙げられる。

## 主題歌・挿入歌など
前述のとおり、これらの曲は旧作だが、この番組に採用されたことで大ヒットとなった。これ以前のドラマでは売れ線の曲がメインであり、昔の曲を使うことはほとんどされていなかったが、このヒットを契機にしてリバイバルブームが起こった。

### 主題歌
「ぼくたちの失敗」
作詞・作曲・歌 - 森田童子
第9話以外のオープニング、第2話、第3話、第6話、第9話、第10話、最終話のエンディングの他、挿入歌としても何度か使われている。

### 挿入歌
「男のくせに泣いてくれた」
作詞・作曲・歌 - 森田童子
第4話エンディング。第5話、第9話の挿入歌としても流れる。
「G線上にひとり」
作詞・作曲・歌 - 森田童子
第5話エンディング。
「ぼくが君の思い出になってあげよう」
作詞・作曲・歌 - 森田童子
第7話エンディング。
「君と淋しい風になる」
作詞・作曲・歌 - 森田童子
第8話エンディング。
「君は変わっちゃたネ」
作詞・作曲・歌 - 森田童子
第9話オープニング。

### その他劇中曲
第1話
「学園天国」
作詞 - 阿久悠/作曲 - 井上忠夫/原曲は1974年にフィンガー5が歌唱した。
羽村と新庄が夜の見回りをしに来るとは知らずに、日向女子高の生徒が街のカラオケボックスでこの歌を歌う。
第6話
「別れても好きな人」
作詞・作曲 - 佐々木勉/原曲は松平ケメ子が歌唱した後、1979年にロス・インディオス＆シルヴィアがカヴァーしたデュエット曲として知られる。
羽村や同僚たちと教育実習生歓迎会の2次会のカラオケに訪れた宮原が、男性の同僚の一人とデュエットする。
「春一番」
作詞・作曲 - 穂口雄右／原曲は1976年にキャンディーズが歌唱した。
上記に続いて女性教育実習生または女性教師がカラオケで歌う。
第7話
「ハッピーバースデートゥーユー」
誕生日を祝う有名なアメリカの歌。
亜弓の自宅を訪れた繭が、その日が偶然彼女の誕生日と知りバースデーケーキを挟んでこの歌で祝う。
第8話
「渚のはいから人魚」
作詞 - 康珍化/作曲 - 馬飼野康二/原曲は1984年に小泉今日子が歌唱した。
貴広の親権を巡る裁判で新庄が元妻に負け、その夜彼の自宅に訪れた羽村が元気づけるために陽気に踊りながらこの歌を歌う。
「天城越え」
作詞 - 吉岡治/作曲 - 弦哲也/原曲は1986年に石川さゆりが歌唱した。
スナック「純」に訪れたサラリーマン風の客の1人が、カラオケで純子や部下らしき客の前で歌う。
「どんなときも。」
作詞・作曲 - 槇原敬之/原曲は1991年に槇原が歌唱した。
上記の客の歌唱直後に部下と思われる若い3人の客がカラオケで歌う。
第10話
「酒と泪と男と女」
作詞・作曲 - 河島英五/原曲は1976年に河島が歌唱した。
スナック「純」で50代ぐらいのサラリーマンらしき男性がカラオケで歌う。
「津軽海峡・冬景色」
作詞 - 阿久悠/作曲 - 三木たかし/原曲は1977年に石川さゆりが歌唱した。
帰宅後繭と2人でカラオケボックスに訪れた直子が1人で歌う。
「翼の折れたエンジェル」
作詞・作曲 - 高橋研/原曲は1985年に中村あゆみが歌唱した。
上記の直子が歌い終わった後、繭がカラオケで歌う。
第11話
「仰げば尊し」
1884年に発表された日本の唱歌で、古くから学校の卒業式で歌われた。
卒業式で教職員や在校生たちが見守る中、卒業生が歌う。

## 作中のうんちく話
ここでは、作中で羽村が語る様々なうんちくなどについて記述。
第1話
「月の話」
地球の引力は毎年少しずつ弱まっているとされ、その影響で月が年々地球から離れているとのこと。羽村によると「いずれ人間の体重が軽くなって空も飛べるかもしれないが、仮にそうなるとしても5000億年後の話」と説明している。
羽村の自宅に初めて訪れた繭が、部屋に置かれた月の欠片を見つけたことにちなんで彼が話す。
第2話
「コウテイペンギンの話」
南極にいるコウテイペンギンは集団で岸壁に押し合いへし合い立つことがあり、その内どれか一匹を生贄にして海に落とすことで、天敵であるアザラシが海中にいるかどうかを確認するという話。羽村は続けて、「この卑怯とも言える行動はリチャード・ドーキンスが指摘する利己的な遺伝子である」との考えを述べる。
千秋とレストランに訪れた羽村が食事をしながら話す。また、その後電話で繭にも話す。
第3話
「カマキリの共喰いの話」
カマキリのメスは交尾中にすきあればオスを食べようとし、その頭部を食べることで抑制されていた性行為がより活発化されるというもの。
羽村が、生物準備室で新庄と昼食を取りながら話す。
「人間には3つの“顔”がある」という話
「人間には3つの顔がある。1つは自分の知る自分。2つ目は他人が知る自分。もう一つは本当の自分」というもの。
作中で羽村が読む本の中の一節。繭とバスに乗車した羽村がこの本を読み、彼女から内容を聞かれて上記の言葉を読み上げる。この話はその後も何度か羽村たちの会話で取り上げられ、その都度自分たちが持つ“顔”について色々と語られることとなる。
第4話
「アサガオの花はいつ咲くか」という話
アサガオの花は夏頃は朝に咲くが、秋になると開花時刻がどんどん早くなってついには真夜中に咲くというもの。作中の説明ではアサガオには生体時計があり、日没から日にちをまたいで約10時間後に花が咲くためこのようなことが起きるとのこと。
繭のクラスの生徒が彼女を除いて羽村の授業をボイコットしたため、授業を進めても仕方ないとの判断により彼女を前にこの話をする。
「普遍的な愛は進化の過程において何の意味も持たない」という話。
これは、元々三沢教授が生物学者として羽村に語った言葉。その後これを羽村なりに解釈し、「考え方によっては、母親が持つ母性ですら愛情ではなく、その後の見返りを求めて子供に執着しているだけとも言える。一言で言えば“人も含めて生き物はみな本質的に孤独”なのかもしれない」と結論づける。
繭と2人で水鳥がいる池に訪れた羽村が、ベンチに座りながらこの話をする。

## スタッフ
スタッフクレジットは、第4話まではオープニングで流れていたが、第5話以降はエンディングで流れるようになった。
- 脚本：野島伸司
- 音楽：千住明
- 彫刻：円谷良夫
- 演出：鴨下信一、吉田健、森山享、小池唯一
- 演出補：松原浩
- プロデューサー：伊藤一尋

## エピソードリスト
| 話数 | エピソードタイトル     | 初回放送日 | 演出     | 視聴率 |
| --- | ---------------------- | ---------- | -------- | ------ |
| 第1話 | 禁断の愛と知らずに     | 1月8日     | 鴨下信一 | 20.4%  |
| 大学院助手から不本意ながら、女子高教師になった羽村隆夫。3学期の始業式の朝、定期券の有効期限が切れて捕まった女生徒の二宮繭を助けたことから信頼を得る。帰宅する羽村を尾行して部屋に上がり込む繭だったが、羽村の婚約者の三沢千秋が来訪し、慌てて逃げ帰る。しかし繭はある日、千秋が見知らぬ男とラブホテルに入るのを目撃してしまう。                                                |                        |            |          |        |
| 第2話 | 嘆きの天使             | 1月15日    | 鴨下信一 | 15.5%  |
| 毎朝、羽村の下駄箱に「助けて」という手紙が入っているが、誰の仕業かわからない。バスケットボール部顧問になった羽村を慕って、繭も入部してくる。繭の親友の直子は藤村に強姦され、その上、その様子をビデオカメラに撮られてしまう。羽村の婚約者である千秋に会った繭は、羽村との結婚は打算だと聞かされ、怒りのあまり、彼女をエスカレーターから突き落としてしまう。                     |                        |            |          |        |
| 第3話 | 同性愛                 | 1月22日    | 吉田健   | 15.8%  |
| 同性愛者であるバスケットボール部キャプテン佐伯麻美は、繭と親しくする羽村を様々な手で陥れようとする。強姦されて3日間の休校に追い込まれた直子は元気なフリで登校するが、その様子を録画されたビデオテープをネタにされて藤村から脅迫される。一方、千秋を病室に見舞った羽村は樋口と千秋の抱擁シーンを目撃し、婚約者に裏切られていたことに気づく。                                    |                        |            |          |        |
| 第4話 | 僕のために泣いてくれた | 1月29日    | 吉田健   | 17.0%  |
| 羽村の麻美への強姦未遂の噂が広まり、生徒は羽村の授業を放棄するが、繭だけは羽村をかばう。嫉妬に狂った麻美は、塩酸を羽村にかけようとするが、かばった繭にかかる。羽村は千秋から愛されていないことを聞き、婚約を解消する。さらに三沢教授から、研究室には二度と戻れないという真相を知らされる。傷ついた羽村は繭と動物園に訪れるが、感情が抑え切れなくなり繭の前で号泣するのだった。 |                        |            |          |        |
| 第5話 | 衝撃の一夜             | 2月5日     | 森山享   | 19.5%  |
| 羽村の兄が故郷からやって来て、婚約破棄したことから兄弟喧嘩になる。自分を見守ってくれる繭に、羽村は愛情を抱き始めていた。鎌倉の海に行くが時間を気にする羽村に腹を立てる繭は、羽村の腕時計を奪い、海に投げ捨て、「帰らない」と言い張る。最終電車もなくなり、二人は鎌倉の旅館に泊まることになった。                                                                               |                        |            |          |        |
| 第6話 | 別れのバレンタイン     | 2月12日    | 吉田健   | 17.6%  |
| 羽村との無断外泊で、停学処分を受けた繭。羽村のアパートにやって来た繭の父・二宮耕介は、密告したのは自分だと告げて忠告する。羽村は辞職を考えるが、教師としての自覚を欠いたことで新庄に殴られる。繭の将来を考え距離を置こうと決意した羽村は、バレンタインデーに一方的に別れを切り出すのだった。                                                                                   |                        |            |          |        |
| 第7話 | 狂った果実             | 2月19日    | 吉田健   | 22.0%  |
| 羽村に別れを告げられたショックから、盛り場を遊び歩くようになる繭。そんなある日、繭は強姦されそうになるが、風俗嬢の亜弓に助けられる。一方、直子は妊娠していることが発覚したため、人工妊娠中絶手術をする。亜弓の自宅に泊まった繭は、翌朝自殺した亜弓を発見するのだった。 |                        |            |          |        |
| 第8話 | 隠された絆             | 2月26日    | 森山享   | 25.8%  |
| 溝ができてしまった羽村と繭。そんな中で教育教習生の里佳が羽村にアプローチする。里佳は繭へのライバル意識から、彼女にカンニングの濡れ衣を着せる。羽村は、下駄箱に「助けて」の手紙を入れる繭を目撃する。そして二宮家を訪ねた彼は、父と娘の信じがたい関係を目撃した。 |                        |            |          |        |
| 第9話 | 禁断の愛を越えて       | 3月5日     | 小池唯一 | 25.8%  |
| 繭は、直子が強姦される様子を録画したビデオを見てしまう。繭は藤村のロッカーからマスターテープを盗みだし、新庄の机の上に置く。ロッカー破壊の濡れ衣で藤村は直子に体罰を加え、直子の腫れ上がった顔を見た新庄は、羽村の制止も聞かず藤村に殴りかかる。羽村はその新庄の言動に動かされ、繭を二宮家から連れ出すのだった。                                                               |                        |            |          |        |
| 第10話 | ぼくたちの失敗         | 3月12日    | 吉田健   | 28.3%  |
| 繭を自分のアパートに連れ去り、羽村はホテルに泊まることになる。連日ストーカーのように羽村の自宅に電話をかけ、アパートに侵入しようとする狂気じみた耕介。繭と父親との関係がどうしてもひっかかる羽村は、繭に思わずきつい言葉を吐いてしまう。繭と耕介が海外に行くことを知った羽村は、空港で耕介を刺してしまう。                                                                     |                        |            |          |        |
| 最終話 | 永遠の眠りの中で       | 3月19日    | 吉田健   | 33.0%  |
| タクシーで自宅に戻った耕介は、2人を庇うため自ら放火してしまう。羽村は繭に一緒に新潟に行こうと約束するが、翌朝1人で姿を消し、羽村は新庄から上野駅発の特急あさまで見送られる。しかし、置き去りにしたはずの繭は同じ列車の車内にいた。2人は座席で寄り添い合い、小指に赤い糸を結びつけて、静かに列車に揺られるのだった。                                                            |                        |            |          |        |

- 平均視聴率 21.9%（視聴率はビデオリサーチ調べ、関東地区・世帯）

## 映画版
サブタイトルは「もうひとつの繭の物語」。テレビドラマの好評をうけ、高校教師と女生徒との道ならぬ恋愛を映画化した。ヒロインの名が「繭」であるという点以外は、テレビドラマとのつながりはない。
ヒロイン柏木繭に抜擢された遠山景織子は、本作の演技が高く評価され、日本アカデミー賞、ブルーリボン賞を始めとする主要な新人賞を総なめにした。
また映画版でも、森田童子の曲が主題歌・挿入歌として使用されている（#映画版主題歌・挿入歌を参照）。ロケーション地は武蔵丘短期大学。
1994年にVHSでソフト化されている。2024年現在、各種VODで視聴が可能。

### あらすじ（映画版）
女子高で教師をする羽野一樹は、夏のある日コンビニで万引きをしようとしていた女子生徒・柏木繭に出会う。羽野は繭を叱るどころか万引きに協力し、2人で店を出た後彼女は名前を告げて好意を持ち始める。繭が所属する水泳部の顧問に羽野がなることが決まり、彼女は以前より練習に励むようになる。放課後、羽野はこっそり跡をつけてきた繭を自宅に誘い入れ、襲おうとするが彼女が泣き出したため未遂に終わる。
夏休みを迎え、高校の寮で暮らす繭は他の寮生が実家に帰るなか家庭の事情で一人寮に残って生活を続ける。先日羽野の自宅の鍵を盗んでいた彼女は驚かそうと部屋に忍び込むが、直後に彼が親友の妹・亮子と帰ってくる。身を隠した繭は、羽野が亮子との会話で過去のラグビーの試合の事故により彼女の兄・武志を植物状態にしてしまったことを耳にする。高校の水泳大会が開かれ、メドレーリレーのアンカーとして泳いだ繭は1位になり、周りが優勝に喜ぶなか羽野にキスをする。
その直後亮子から連絡を受けた羽野は病院に急いで駆けつけるが、武志の死に間に合わずショックを受ける。羽野がプールに置き忘れた鞄を取りに戻ると、鞄を預かっていた繭が待っていた。「俺が武志を殺したんだ！」と激しく自分を責める羽野を見た繭は、突然服を脱ぎ捨ててプールに飛び込む。繭に誘われて服のまま飛び込んだ羽野は、彼女と水の中で戯れて心を癒やされる。
後日繭に案内されて隠れ家に訪れた羽野は、彼女が抱えてきた孤独や父親に暴力を振るわれていた過去を知る。以降羽野と繭は、お互いの心の傷を慰めるように残りの夏休みを2人で過ごし、距離を縮めていく。元気を取り戻した亮子が羽野の自宅に訪れ、以前所属していたラグビーチームから復帰の話があることを伝えられる。帰ろうとした亮子の前に繭が現れ、亮子はドライブに誘って彼女を車に乗せて走り出す。
密かに羽野に片思いしていた亮子は繭に嫉妬し、「これ以上彼を振り回さない」との約束を迫る。しかし繭はそれを拒否し、亮子は無謀な運転で彼女を脅そうとするが直後に事故を起こして自分だけ怪我をして入院する羽目に。病室に駆けつけた羽野に亮子は、「彼女（繭）が急にハンドルを切って事故になった」と証言する。
繭が事故を引き起こした理由を尋ねに羽野が隠れ家に訪れると、彼女は拳銃を持って自殺をほのめかす。繭にからかわれていると思った羽野が怒って帰ろうとすると、「ママもパパも先生も、皆私を置いていっちゃう。置いていくぐらいなら殺してくれればいいのに！」と本音をぶつけられる。羽野は電話で亮子に「俺は繭を信じる」と告げた後、繭と身も心も一つになる。
秋になったある日、羽野は他の教師から「柏木家から繭の父の射殺体が見つかった」との話を聞く。繭が学校に来ていないことを知った羽野は、自身のアパートにいるかもと帰宅するが、そこには亮子がいた。亮子に繭を愛していることを告げて急いで部屋を出ようとする羽野だったが、彼女にナイフで背後を襲われる。羽野は腰に深手を負いながらも隠れ家で繭を見つけ、「俺はもうお前のそばを離れない」と言い残して息を引き取る。泣き疲れた繭は、持っていた拳銃の銃口を自分の顔に向けた後、一発の銃声が鳴り響く。

### キャスト
羽野一樹
演 - 唐沢寿明
ラグビーの実業団チームに所属する、次期日本代表候補だったが、試合中の反則行為で親友だった武志を負傷させた事を理由に引退。1年半後に鎌倉敬和女学院の保健体育教師として採用された。夏休み前に水泳部の顧問が産休に入り、その後任を任される。学校近辺のコンビニで窃盗をしていた繭と出会い、次第に惹かれ合う。アパートで一人暮らしをしている。普段はがさつな性格で少々気が荒いところがあるが、内心武志を植物状態にしたことに強い責任を感じている。
柏木繭
演 - 遠山景織子
鎌倉敬和女学院2年B組に在籍する高校生。水泳部の幽霊部員だったが、羽野が顧問になることを知って夏休み前から部に顔を出し始める。クロールでは、部内一の速さを誇る。自宅は学校から近い場所だが、バレリーナだった母が出産直後に落命。父は貿易の仕事でイギリスに単身赴任中ということもあり学生寮である白百合寮に入居。幼い頃、父から母の死の原因とされたことが人格形成に影響を及ぼしている。やや風変わりな印象を持つが生徒達から嫌われている様子は見られない一方、特に親しい友人等もいない。羽野に関心を抱いてからは彼について積極的な行動を取るようになり、邪険にされてもついて回り、盗んだ彼の自宅の鍵を使ってアパートに侵入することもある。以前から盗癖があって店の商品を盗んだり、寮の門限を破って木を登って2階の自室に窓から入るなどしている。夏休みも家庭の事情により一人で寮での生活を続ける。隠れ家があり、とある川岸にある廃船の中のロウソクや冷蔵庫などを置いた室内で時々過ごしている。
牧野亮子
演 - 鈴木杏樹
会社で働きながら、意識不明の兄・武志の病室で世話をしている。高校時代に、武志を通して羽野と知り合って以降「一樹」と呼び慕っている。羽野からは妹のように思われているが、自らは密かに恋愛感情を抱いており、繭の出現で嫉妬に悩まされ、嫌がらせをしてしまう。兄との間に重大な秘密がある様子。羽野が高校教師を辞めてラグビー選手に戻ることを願っている。
牧野武志
演 - 菊池孝典
羽野の親友で大学時代のラグビー仲間。大学卒業後は羽野とは別のラグビーチームに所属していたが、対戦相手だった羽野との試合中の事故で植物状態となる。現在は病院の個室・204号室に入院中で、これまで亮子が世話をしてくれたり、羽野も時々見舞いに訪れている。
前田洋輔
演 - 金田明夫
藤沢女子高校の水泳部顧問教師（テレビ1作とは別役）。夏休みに開かれた水泳部の大会に生徒たちを引率し、競技を見守る。部員たちには、日頃からフェアプレー精神で競技に臨むよう教えている。ラグビーファンで、過去にラグビー選手として活躍していた羽野に声をかける。ただし、羽野が反則プレイで（故意ではないとしても）武志の選手生命を終わらせた後、高校教師になったことに不満を持つ。羽野にライバル心を持ち、鎌倉敬和女学院とのメドレーリレーで自身のチームを熱く応援する。
榊美和
演 - 荻野目慶子
学校での担当教科は音楽で、コーラス部顧問。同時に住み込みで白百合寮での生活指導を任されている。寮にビデオカメラを設置し、生徒を監視。以前は結婚していて貞淑で完璧な妻と思っていたが、夫が若い女性と不倫したことで「人間としての規律を破った」として恨み、以後規律を守らない人や異性関係にふしだらな人を軽蔑するようになった。作中では自分に従わない繭を嫌悪しており、夏休み中も寮に残る彼女と2人だけで過ごし始める。繭に対しては母親の写真を焼き捨てる、指揮棒で殴りつける、ドッグフードを食べさせようとするなどヒステリックで偏執狂的な面を持つ。羽野と繭の恋愛関係を知って逆上するが、繭からの返り討ちに遭う。
土井
演 - 田山涼成
羽野の同僚教師。羽野との会話で、生徒の夏服について「下着の線が見えて良い」と発言したり、過去に教頭が女子生徒に手を出した話をするなど下世話な性格。二学期の始業式頃の朝礼で、羽野が教師を退職することになったことを生徒たちに告げる。
真鍋和義
演 - 大杉漣
不動産屋の社員。以前から繭の父である柏木から、鎌倉の自宅の売買を依頼されていた。夏休みの後半頃に下校中の繭に名刺を渡し、自宅の買い手が見つかったため、外国で暮らす繭の父に連絡先を教えてほしいと告げる。
スーパーの店員
演 - 岡本信人
繭が口紅を万引きするのを警備員が目撃し、連れてこられた彼女に応対する。繭に防犯カメラの映像を見せた後、親の連絡先を尋ねる。しかし繭が答えようとしないため高校に電話しようとしたところ直後に部屋に入ってきた羽野に連絡を遮られる。
- 諸岡菜穂子、白鳥智恵子、吉野公佳、田村美保、細木美和、松井友香、笠原清美、村上幹夫、小寺大介、藤岡大樹、伊藤幸純、森富士夫 ほか

### 映画版主題歌・挿入歌
テレビドラマ版と同様、森田童子の曲が使用された。主題歌は1980年のアルバム「ラスト・ワルツ」収録曲「たとえばぼくが死んだら」が採用され、シングルカットされて発売された。大ヒットしたテレビドラマ版の主題歌「ぼくたちの失敗」も挿入歌として使用された。
- 主題歌：森田童子「たとえばぼくが死んだら」
- 挿入歌：森田童子「ぼくたちの失敗」

### スタッフ
- 監督：吉田健
- 原作・脚本：野島伸司
- 製作総指揮：田澤正稔、増田久雄
- アソシエイトプロデューサー：空閑由美子
- プロデューサー：濱名一哉、佐倉寛二郎
- 音楽：千住明
- 選曲：御園雅也
- 撮影監督：高間賢治
- キャメラオペレーター：戸澤潤一
- 美術：金田克美
- 録音：瀬川徹夫
- 照明：上保正道
- 編集：川島章正
- 助監督：崎田憲一
- スクリプター：川野恵美
- スチール：石川正勝、沢田和廣
- 音響効果：倉橋静男
- カースタント：武士レーシング
- 現像：IMAGICA
- スタジオ：にっかつ撮影所
- 企画プロデューサー：伊藤一尋[8]
- 製作：古谷昭綱
- 企画協力：島谷能成
- 製作協力：プルミエ・インターナショナル